# Krasna Hora
Krasna Hora (ukrainisch Красна Гора; russisch Красная Гора/Krasnaja Gora) ist eine Siedlung städtischen Typs im Norden der ukrainischen Oblast Donezk mit etwa 650 Einwohnern.
Der Ort dessen Name „Roter Berg“ bedeutet und sich auf die Abraumhalden des roten Lehms in der Umgebung bezieht, wurde 1906 als Arbeitersiedlung für eine Salzmine gegründet und hat seit 1964 den Status einer Siedlung städtischen Typs.
Er liegt etwa 77 km nördlich vom Oblastzentrum Donezk und etwa 7 km nördlich von Bachmut, zu dessen Stadtgemeinde es administrativ gehört, der Fluss Bachmutka verläuft westlich des Ortes.
Am 26. Juni 2019 wurde die Siedlung ein Teil neugegründeten Stadtgemeinde Bachmut, bis dahin war sie ein Teil der Stadtratsgemeinde Bachmut (Бахмутська міська рада/Bachmutska miska rada), welche direkt der Oblastverwaltung der Oblast Donezk unterstellt war.
Am 17. Juli 2020 wurde der Ort ein Teil des Rajons Bachmut.
Am 11. Februar 2023 zeigten geolokalisierte Aufnahmen, dass sich die ukrainische Armee aus der Siedlung zurückgezogen hatte und russische Truppen die Kontrolle über das Dorf übernahmen.